# Odontomyia megacephala
Odontomyia megacephala är en tvåvingeart som beskrevs av Oliver 1811. Odontomyia megacephala ingår i släktet Odontomyia och familjen vapenflugor.
Artens utbredningsområde är Egypten. Inga underarter finns listade i Catalogue of Life.